# Ontochariesthes erongoensis
Ontochariesthes erongoensis là một loài bọ cánh cứng trong họ Cerambycidae.